# Milčo Mančevski
Milčo Mančevski (in macedone Милчо Манчевски?; Skopje, 18 ottobre 1959) è un regista macedone.

## Biografia
Il suo film più famoso, Prima della pioggia, vinse il Leone d'oro nel 1994 ed è stato candidato all'Oscar per il miglior film in lingua straniera al 67 ° Academy Awards, e The New York Times lo ha incluso nella sua guida alla lista dei migliori 1000 film mai realizzati. Il lavoro di Manchevski comprende anche i film Dust (2001), Senki (2007), Majki (2010), Bikini Moon (2017), così come i cortometraggi The End of Time (2017), Thursday (2013), Macedonia Timeless (2009), Tennessee (1991) e 1.73 (1984).
Manchevski è autore di due mostre di fotografie e opere di narrativa, oltre a libri di saggi e performance artistiche. Il suo lavoro ha avuto più di 250 proiezioni del festival tra cui Venezia, Berlino, Toronto, San Paolo, Istanbul, Tokyo, Gerusalemme, Hong Kong, Stoccolma, ecc. I suoi film sono stati distribuiti in oltre 50 paesi.

## Filmografia

### Lungometraggi
- Prima della pioggia (Pred doždot) (1994)
- Dust (2001)
- Senki (2007)
- Majki (2011)
- Bikini Moon  (2017)
- Willow (2019)

### Cortometraggi
- The End of Time (2017)
- Thursday (2013)
- Buddies: Race – Skopsko for Us (2015)
- Buddies: Filip – Skopsko for Us (2015)
- Buddies: Green Car – Skopsko for Us (2015)
- Macedonia Timeless: Mountains (2008)
- Macedonia Timeless: Temples (2008)
- Macedonia Timeless: Archaeology (2008)